# Studia wieczorowe
Studia wieczorowe – system studiów niestacjonarnych, w którym zajęcia odbywają się od poniedziałku do piątku w godzinach popołudniowych do wieczornych w kontakcie z wykładowcami w formie zwykle nie różniące się od studiów dziennych / stacjonarnych. Tworzone z myślą o osobach, które jednocześnie pracują i studiują. 